# Kathmandu (Distrikt)

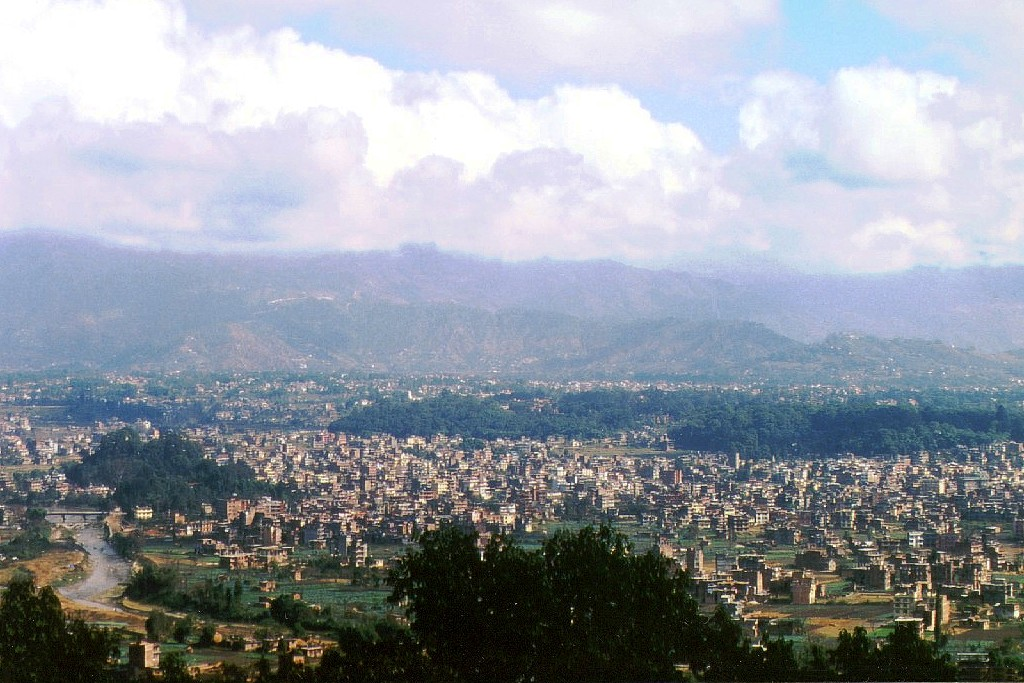
Kathmandutal

Der Distrikt Kathmandu (Nepali काठमाडौं जिल्ला) ist einer der 77 Distrikte in Nepal und hat 1.744.240 Einwohner (Stand 2011) sowie eine Fläche von 395 km².
Verwaltungssitz ist die gleichnamige Stadt Kathmandu. Der Distrikt Kathmandu ist das am dichtesten besiedelte Gebiet von Nepal.  

## Geographie
Der Distrikt Kathmandu ist einer von drei Distrikten die im Kathmandu-Tal liegen. Er selbst befindet sich in den Hügeln der Bagmati Zone. Die Höhe des Geländes des Kathmandu-Distriktes schwankt zwischen 1262 m und 2732 m über dem Meeresspiegel. Der Distrikt ist umgeben vom Bhaktapur-Distrikt und  Kabhrepalanchok im Osten, Dhading und Nuwakot im Westen, im Norden von Sindhupalchok und im Süden von Lalitpur und Makwanpur.

## Wirtschaft
Die meisten der Büros und Industriebetriebe von Nepal befinden sich im Kathmandu-Distrikt. Wichtige wirtschaftlichen Zentren sind Durbar Marg und Putalisadak. Neben der Herstellung und dem Export von Handarbeiten, Kunstobjekten, Bekleidung, Pashmina und  Papier, ist der Tourismus einer der wichtigsten Wirtschaftszweige dieser Region. Hierher kommen hinduistische und buddhistische Pilger aus der ganzen Welt, um die verschiedenen religiösen Orte wie Pashupatinath, Swayambhunath, Baudhanath, Budhanilkantha und Thamel, den touristischen Stadtteil von Kathmandu, zu besuchen. 

## Verwaltungsgliederung
Im Distrikt Kathmandu liegen folgende Städte:
- Budhanilkantha
- Chandragiri
- Dakshinkali
- Gokarneshwar
- Kageshwari-Manohara
- Kathmandu
- Kirtipur
- Nagarjun
- Shankharapur
- Tarakeshwar
- Tokha

Sämtliche Village Development Committees im Distrikt Kathmandu wurden im Rahmen der Gemeindereform Ende 2014 zu neugegründete Städte zusammengefasst.